# Stefano (astronomia)
Stefano, o Urano XX, è un piccolo satellite naturale irregolare del pianeta Urano; 

## Scoperta
È stato scoperto nel 1999, da un team di astronomi guidato da Brett Gladman e composto da Matthew Holman, John Kavelaars, Jean-Marc Petit e Hans Scholl, con l'ausilio del Canada France Hawaii Telescope dell'Osservatorio di Mauna Kea.
Al momento della scoperta ha ricevuto la designazione provvisoria S/1999 U 2.

## Denominazione
Nell'agosto 2000, l'Unione Astronomica Internazionale (IAU) gli ha assegnato la denominazione ufficiale che fa riferimento a  Stefano, un personaggio de La tempesta, nota commedia di William Shakespeare.

## Parametri orbitali
L'orbita di Stefano è retrograda e fortemente inclinata rispetto al locale piano di Laplace.
I suoi parametri orbitali lo accomunano a diversi altri satelliti naturali di Urano, facenti parte del gruppo di Sicorace (il maggiore fra di essi, con un diametro di circa 190 km, è infatti Sicorace, che orbita più esternamente rispetto a Stefano). Altri autori lo accomuno al gruppo di Calibano.